# Kyrksæterøra
Kyrksæterøra (auch Kyrkseterøra) ist eine Ortschaft in der norwegischen Kommune Heim in der Provinz (Fylke) Trøndelag. Der Ort stellt das Verwaltungszentrum von Heim dar und hat 2598 Einwohner (Stand: 1. Januar 2024).

## Geografie
Kyrksæterøra ist ein sogenannter Tettsted, also eine Ansiedlung, die für statistische Zwecke als eine städtische Siedlung gewertet wird. Der Ort liegt auf einer Moräne, die einen schmalen Landstreifen zwischen dem See Rovatnet und dem Fjord Hemnfjorden bildet. Das Rovatnet liegt im Südwesten von Kyrksæterøra und hat mit dem Søo einen Abfluss. Der Søo fließt ein kurzes Stück durch den Ort, bevor er in den Fjord mündet. Etwas nördlich des Søos mündet die Haugaelva in den Fjord.

## Geschichte

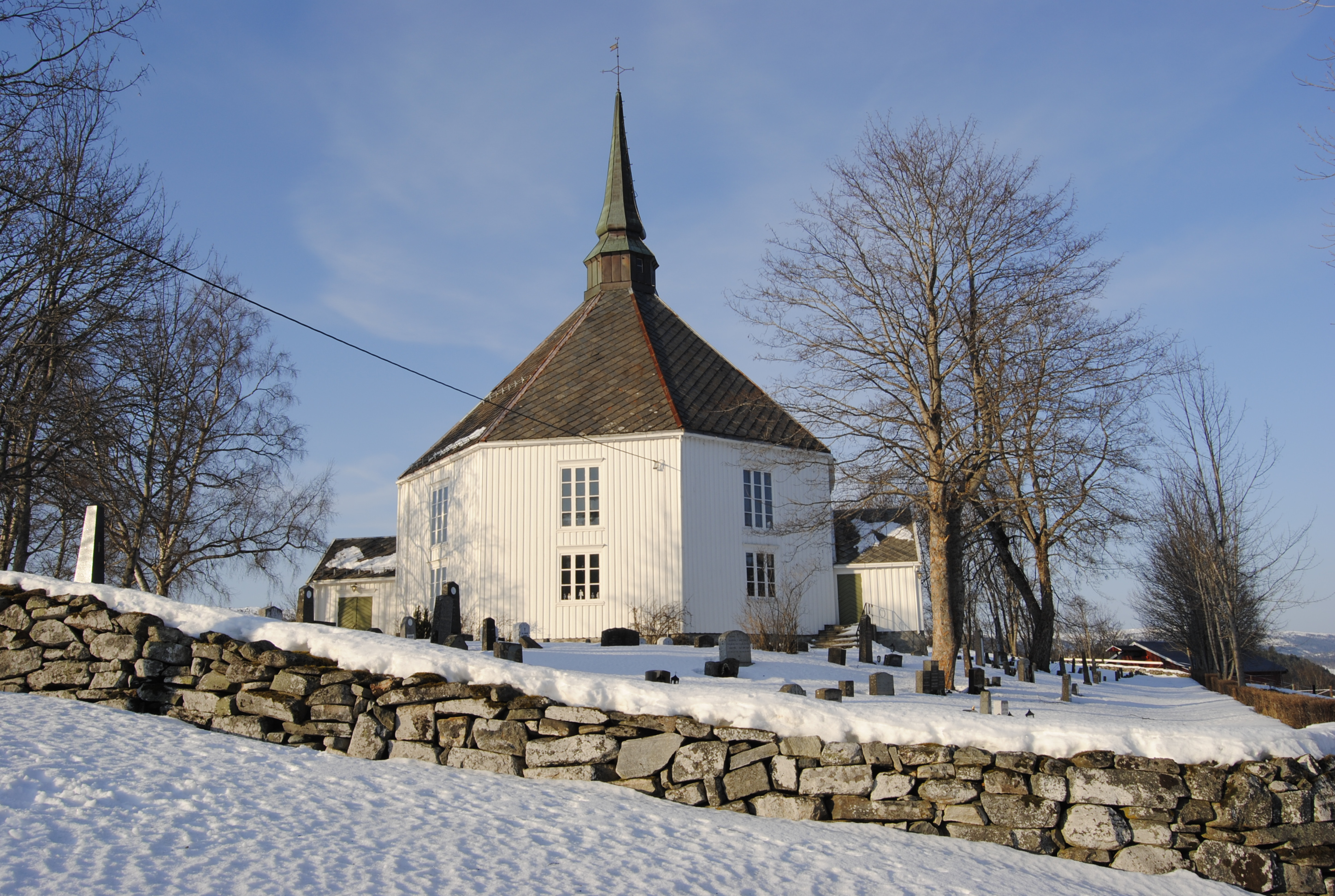
Kirche in Kyrksæterøra

Kyrksæterøra war bis Ende 2019 der Verwaltungssitz der Kommune Hemne. Diese wurde im Rahmen einer landesweiten Kommunalreform mit anderen Kommunen zusammengelegt, woraus die neue Kommune Heim hervorging. Kyrksæterøra wurde auch in der neuen Kommune der Sitz der Kommunalverwaltung.
Die Hemne kirke ist eine Holzkirche in Kyrsæterøra, die im Jahr 1817 fertiggestellt wurde. Das Kirchgebäude hat einen achteckigen Grundriss. Durch den Bau wurde eine Kirche ersetzt, die zuvor am gleichen Ort gestanden hatte und im Jahr 1815 aufgrund eines Blitzeinschlags abgebrannt war.

## Wirtschaft und Infrastruktur
Aus dem Süden führt der Fylkesvei 680 auf Kyrksæterøra zu. Die Straße stellt die Verbindung zur weiter südlich durch die Kommune Heim verlaufenden Europastraße 39 (E39) her. Die E39 bindet die Gegend wiederum an den Großraum Trondheim an. Von Kyrksæterøra führt der Fylkesvei 680 weiter in den Nordwesten. Im Ort Kyrksæterøra zweigt vom Fylkesvei 680 in Richtung Nordosten der Fylkesvei 6432 ab.
In Kyrksæterøra sind mehrere Industriebetriebe angesiedelt und die Industrie ist für die Lokalwirtschaft von größerer Bedeutung. Vertreten ist insbesondere die Eisen- und Metallindustrie, zudem wird in der Ortschaft Fischzucht betrieben. Die Molkerei Hemne meieri war von 1953 bis 2001 in Betrieb.

## Name
Der Ortsname leitet sich vom Hofnamen Kjørse ab, der sich wiederum aus dem altnordischen Namen Kirkjusoðin entwickelt hatte. Der Name bezieht sich auf den Teil von Soðin, der sich auf derselben Søo-Flussseite wie die Kirche befand. Die Schreibweise Kyrksæter kam im 16. Jahrhundert auf. Die Nachsilbe „-øra“ (deutsch Sandbank) kam durch die Sandbänke, die der Søo hervorbrachte, hinzu.